# György Frunda
György Frunda (ur. 22 lipca 1951 w Târgu Mureș) – rumuński polityk i prawnik narodowości węgierskiej, długoletni parlamentarzysta, działacz Demokratycznego Związku Węgrów w Rumunii (UDMR), dwukrotny kandydat w wyborach prezydenckich.

## Życiorys
W 1970 ukończył szkołę średnią w rodzinnej miejscowości, a w 1974 studia prawnicze na Uniwersytecie Babeș-Bolyai w Klużu-Napoce. W 1975 podjął praktykę adwokacką w ramach izby adwokackiej w Târgu Mureș, w 1996 założył prywatną kancelarię.
Po przemianach politycznych zaangażował się w działalność polityczną w ramach Demokratycznego Związku Węgrów w Rumunii. W 1990 z ramienia tej partii został wybrany do Izby Deputowanych. W 1992 wszedł w skład rumuńskiego Senatu. W wyższej izbie parlamentu zasiadał do 2012, z powodzeniem ubiegając się o reelekcję w 1996, 2000, 2004 i 2008. Od 1993 do 2013 był członkiem Zgromadzenia Parlamentarnego Rady Europy, pełniąc m.in. funkcję wiceprzewodniczącego grupy Europejskiej Partii Ludowej.
Dwukrotnie z ramienia UDMR kandydował w wyborach prezydenckich. W 1996 otrzymał 6,0% głosów (4. miejsce), a w 2000 poparło go 6,2% głosujących (5. miejsce).
Odznaczony Krzyżem Wielkim Orderu Zasługi Republiki Węgierskiej.